# 槲蕨
槲蕨（學名：Drynaria roosii；骨碎補）是水龍骨科槲蕨屬下的一個種。常附生於樹幹或岩石。與常見的崖薑蕨外觀相似，但槲蕨除了和崖薑蕨一樣會環繞樹幹，還會往垂直方向延伸生長。

## 形態特徵
根莖肉質細長，具有黑褐色披針形鱗片。腐植質蒐集葉卵形，長約7~10公分，寬約6~8公分，初生時為綠色，隨即轉為褐色，邊緣具鋸齒。一般葉一回羽狀深裂，長約25~40公分，葉柄具翅延伸至基部。孢子囊群圓形，不具孢膜，散生於葉背。

## 分布
中國、越南、泰國、寮國等。台灣常見於中低海拔森林中，附生於樹幹，岩壁或磚牆上。

## 外部連結
- 槲蕨 （页面存档备份，存于） 藥用植物圖像數據庫 (香港浸會大學中醫藥學院) （中文）（英文）

## 扩展阅读
- 維基物種上的相關：槲蕨